# TOHOKU EMOTION
TOHOKU EMOTION（日语： Touhokuemōshon */?）號列車是由東日本旅客鐵道（JR東日本）營運的觀光列車（愉快列車）。行走的列車也設有TOHOKU EMOTION這個愛稱。

## 概要
「TOHOKU EMOTION」是一架以「發現和體驗新的東北」為主題的列車。當中把3架KiHa110系柴油列車進行改裝。整架列車以「移動餐廳」的形式行走。
在2013年2月，JR東日本盛岡分社發表於「2013年（平成25年）秋季起在八戶線開辦臨時列車，預定在星期六及假日、黃金周、暑假與年尾年初期間行走（一年共行走150日）」。

## 運行概況
主要在星期六及假日開設班次，另外在暑假等期間也會於平日行走。在每個運輸日設有1個往返班次。
乘坐此列車必須要事前預約，同時必須2人同行或以上同時預約（當中包含最少1位成人）。由於預約時是以一個旅行商品（旅行團）發售，因此該列車被視為一架團體專用列車。而列車車頭的列車類別幕中會展示「團體」。
「TOHOKU EMOTION」如期在2013年（平成25年）10月19日開始行走。最初計劃在2014年（平成26年）3月30日前，逢星期六及假日行走（共有33個運輸日）。
由於在剛開始營運時受到好評，因此運輸日方面，在2014年4至9月加開50日。隨後會每半年決定未來半年的行走日時。除非因特別企劃而行走其他路線，否則通常的行走區間與當初開辦時一樣，行走於八戶至久慈之間。
下行班次（去程）是從八戶站出發。該班次會提供午餐。負責的廚師每半年更換一次，餐單方面每3個月變更一次。這個安排是為了吸引乘客再次乘坐該列車。上行班次（回程）是從久慈站出發，在列車到達鮫站前會提供甜品自助餐。為了讓工作人員於車內進行準備工作，若乘客是乘坐來回班次（不是單程班次）的話，需要在久慈站一度離開車廂。
在某些日期，沿線的居民會舉著大漁旗等旗幟送行。

### 停車站
八戶站 -（本八戶站 - 鮫站 - 種差海岸站）- 久慈站
- 本八戶站、鮫站和種差海岸站只有上行班次（去程）停靠，但只可下車，不可乘車。
- 另外，當列車通過一些觀景點時會減速通過或停車。

### 特別企劃
- 在2017年9月7日，「TOHOKU EMOTION」曾經行走於八戶站至青森站之間（途經青森鐵道線）[7]。

- 在2019年6月8日（前往釜石）和9日（前往八戶）曾經開設「TOHOKU EMOTION SPECIAL」，行走於八戶站至釜石站之間（途經三陸鐵道谷灣線）[8][9]。

- 在2019年9月30日[10]和11月23日[11]曾經開設「TOHOKU EMOTION AOMORI」，行走於八戶站至青森站之間。

- 在2021年5月15日曾經開設「TOHOKU EMOTION TSUGARU」，行走於八戶站至弘前站之間（經青森站）[12][13]。回程班次首次設有「酒吧時間」。

## 車輛
每架車輛的內部、廚房和車身由各個設計師負責設計，而每個設計都是為了展示出東北地方的特點。使列車本身不只是一個運送乘客的交通工具，而是可以讓旅客享受乘坐列車的樂趣。TOHOKU EMOTION的外觀設計由奧山清行代表KEN OKUYAMA DESIGN負責。
編成方面，「TOHOKU EMOTION」使用3架KiHa110系一般形柴油列車（固定編成）。
|          | ←八戶方向久慈方向→ | | |
| 車廂編號 | 1 | 2 | 3 |
| 車輛編號 | KiHa111-701 | KiKuShi112-701                                                                                                | KiHa110-701                                                                                                  |
| 車種     | KiHa111-2 （曾行走釜石線急行「陸中」）                                                                                                  | KiHa112-2 （曾行走釜石線急行「陸中」）                                                                        | KiHa110-105 （曾行走小海線的普通列車）                                                                       |
| 車內設備 | 7間4人包廂（獨立房間） | 廚房 | 開放式用餐空間                                                                                               |
| 內部裝飾 | 設有以人造大理石和木頭製成的桌子和壁櫥，以及可供四人使用的皮布座椅。7個房間都面向海邊。使用這些包廂時需要收費，費用根據人數不同而不同。 | 以開放式廚房、後台廚房和開放式吧枱組成。在開放式廚房，乘客可觀看廚師製作餐點的過程。 乘客只可在此車輛上下車。 | 以通道分隔2款餐桌，海邊一方設有3組2張四方形餐桌，可供2至4人使用。山邊一方設有4組1張三角形餐桌，可供2人使用。 |
| 載客量   | 28人 | 沒有座位 | 20人 |

另外，車輛編號中的「KiKuShi」曾經在日本國有鐵道（國鐵）時代使用。「KiKuShi」的車輛都是指柴油列車中，沒有引擎，但設有駕駛艙的餐車。
所有車廂內均放置和使用了津輕地區的傳統工藝品和特產。
地板和廚房窗戶中使用了傳統工藝技術，開放式餐廳使用久慈名產「琥珀」作為形象而設計的壁燈。餐點方面使用東北各縣的食材製作。室內特別的設計可讓乘客於車內享受乘車樂趣。
另外，車內的廁所由原來的和式廁所改裝為可讓輪椅人士使用的無障礙廁所。

## 注腳

## 外部連結
- 愉快列車網站＞東北（TOHOKU）EMOTION 號：JR東日本 （页面存档备份，存于）